# Baldwin IV Brodaty
Baldwin IV Brodaty (ur. w 980, zm. 30 maja 1037) – hrabia Flandrii, najstarszy syn hrabiego Arnulfa II i Rozalii, córki Berengara II z Ivrei, króla Włoch. Hrabia Flandrii od 988, początkowo pod regencją matki, która wyjdzie później za mąż za króla Francji Roberta II.
W przeciwieństwie do swoich poprzedników Baldwin interesował się sprawami na północnym i wschodnim pograniczu hrabstwa, zostawiając południe w rękach zhołdowanych hrabiów Guines, Saint Pol i Hesdin. Na północy otrzymał w lenno od cesarza Henryka II Zelandię. W 1013 otrzymał Valenciennes na prawym brzegu Skaldy. Otrzymał również część terytoriów Cambresis i Hainaut.
Na terytoriach francuskich stan posiadania Baldwina pozostał niezmieniony. Dziełem Baldwina była wielka kolonizacja bagnistych terenów na wybrzeżu Flandrii. Rozbudował również port i miasto Brugię.
Ok. 1012 ożenił się z Ogivą (960 – 21 lutego 1030), córką Fryderyka Luksemburskiego i jego nieznanej z imienia małżonki. Miał z nią syna i córki:
- Baldwin V (1012 – 1 września 1067), hrabia Flandrii
- Ermengarda, żona Adalberta, hrabiego Gand

W kwietniu 1031 ożenił się z Eleonorą (1010–1071), córką Ryszarda II Dobrego, księcia Normandii, i Judyty, córki Conana I, księcia Bretanii. Miał z nią co najmniej jedną córkę:
- Judyta, żona Tostiga, earla Nortumbrii i brata króla Anglii Harolda II, a następnie Welfa I, księcia Bawarii.

Te koligacje polityczne pokazują główne zainteresowania hrabiów Flandrii, zarówno w Anglii, jak i we Francji i Cesarstwie.